# Jacques de Serisay
Jacques de Serisay (* 1594 in Paris; † November 1653 in La Rochefoucauld, Département Charente) war ein französischer Lyriker.
De Serisay arbeitete in der Verwaltung der Besitzungen der Herzöge von La Rochefoucauld. 1634 war er maßgeblich an der Gründung der Académie française beteiligt und leitete sie als deren erster Präsident. Außerdem war er der erste Inhaber des Fauteuil 3.
Ende 1653 starb de Serisay und im Frühjahr des darauffolgenden Jahres wurde Bischof Paul-Philippe de Chaumont zu seinem Nachfolger gewählt.
Siehe auch: Liste der Mitglieder der Académie française